# Yuriy Prilukov
Yuriy Aleksandrovich Prilukov (em russo: Юрий Александрович Прилуков; nascido em 14 de junho de 1984, em Sverdlovsk, União Soviética) é um ex-nadador russo especializado em provas de nado livre. Ele representou a Rússia nas Olimpíadas de 2004 e 2008, destacando-se especialmente nas provas de 400 metros e 1500 metros livre.

## Carreira
Prilukov iniciou sua carreira internacional em 2004, participando dos Jogos Olímpicos de Atenas como um dos principais representantes russos nas provas de natação. Ele obteve o sexto lugar nos 400 metros livre e o quarto lugar nos 1500 metros livre. Em 2008, nos Jogos Olímpicos de Pequim, ele novamente competiu nas provas de 400 metros livre, onde ficou em sétimo lugar, e nos 1500 metros livre, conquistando o quarto lugar.
Ao longo de sua carreira, Prilukov obteve 38 medalhas em competições internacionais, incluindo 31 medalhas de ouro, 5 de prata e 2 de bronze.

## Pós-carreira
Após se aposentar da natação competitiva, Prilukov tem se dedicado a atividades relacionadas ao esporte, incluindo treinamentos e participação em eventos de natação.